# Saltriovenator
Saltriovenator zanellai (Jäger aus Saltrio plus dem Nachnamen des Erstentdeckers) ist ein mittelgroßer in Italien gefundener Theropode aus der Gruppe der Ceratosauria.

## Beschreibung

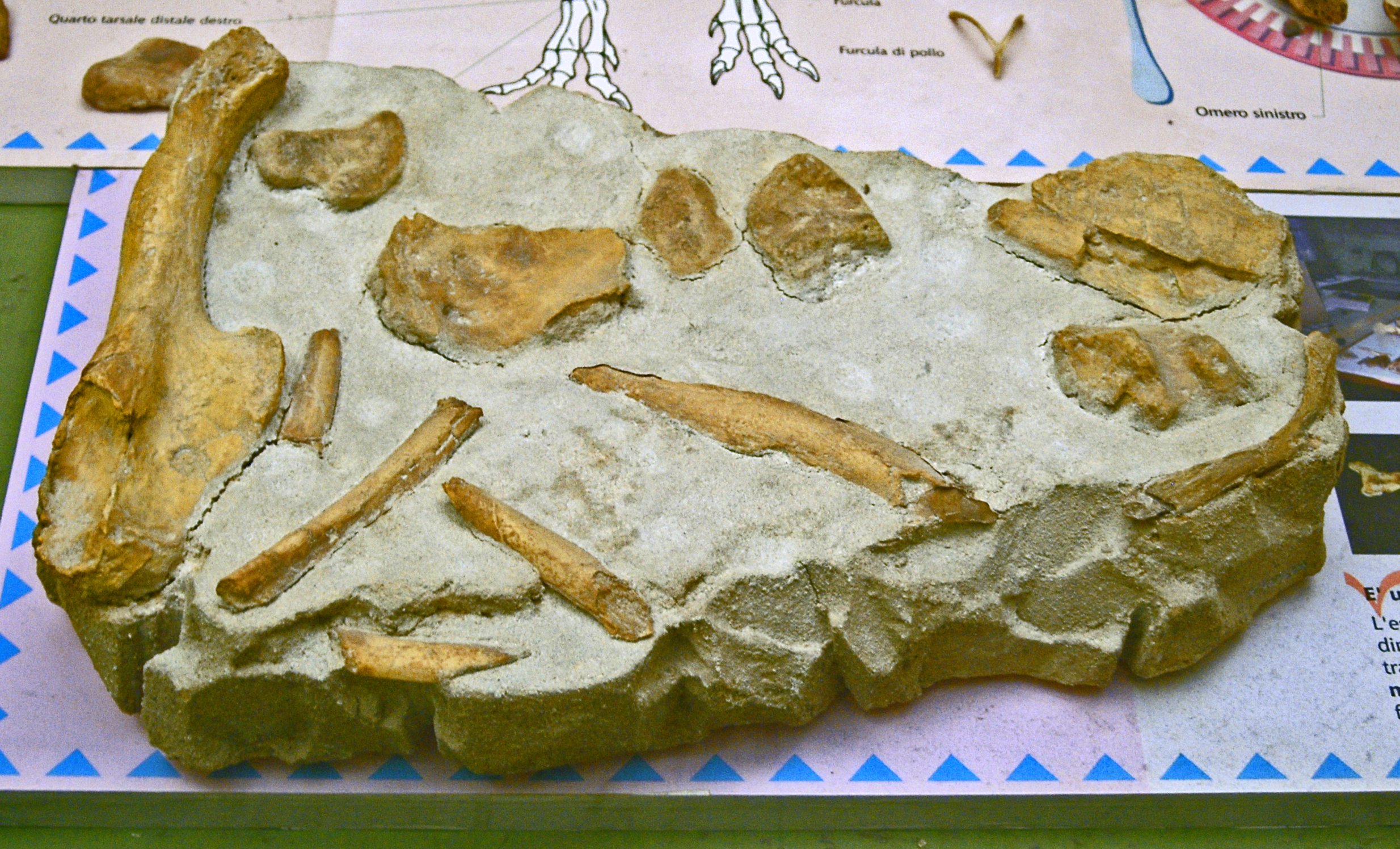
Noch nicht präparierter Fund im Mailänder Museum (2015)

Saltriovenator wurde in Oberitalien, in der Provinz Varese, nahe der Gemeinde Saltrio in der Saltrio-Formation gefunden, welche dem Sinemurium (Unterjura) zugeordnet werden kann. Der Fossiliensucher Angelo Zanella fand erste Knochen im Jahr 1996. Der Name wurde im Jahr 2001 von Dalla Vecchia gegeben und bezieht sich auf den vorher von Cristiano Dal Sasso gegebenen Spitznamen „saltriosaur“, welcher sich auf die Formation bezieht, in der das Tier gefunden wurde. Von dem einzigen bekannten Exemplar (MSNM V3664) liegen etwa 10 % des Skeletts vor. Dieses umschließt einen seitlichen Zahn (45 mm lang), Rippen- und Schulterblattfragmente, ein Schlüsselbein, Oberarmknochen (Humeri), Mittelhand (Metacarpalia)- und Fingerknochen (Phalangen), sowie andere Teile der Hand, ein Wadenbein und anderes (alles in allem sind es präpariert 132 Knochen). Die Länge von Saltriovenator wird auf 8 Meter geschätzt. Die Funde befinden sich im Mailänder Naturkunde- und Geschichtsmuseum, dem Museo Civico di Storia Naturale di Milano.

## Paläohabitat
Saltriovenator lebte im Jurazeitalter, was oft als Zeit angesehen wird in der Europa größtenteils von der Tethys überschwemmt war. Laut Dal Sasso ist dies jedoch zumindest für den Lebensraum von Saltriovenator falsch. Seiner Meinung nach konnte ein so großes Tier aufgrund seines Nahrungsbedarfs nicht auf kleinen Inseln überleben. Da er vermutet, dass Saltriovenator an der Spitze einer komplexen und terrestrischen Nahrungskette stehen musste, geht er davon aus, dass es im Unteren Jura noch eine Verbindung von Laurasia zum Gondwanaland gab, mit der die Existenz solcher Tiere zu erklären wäre.

## Systematik
Die genaue systematische Stellung von Saltriovenator war zunächst unsicher. Zu Beginn war nur die Einordnung in die Gruppe Theropoda relativ sicher. Dal Sasso hat Saltriovenator aufgrund des Vorhandenseins eines Gabelbeins den Tetanurae zugeordnet. Später hielt er es auch für möglich, dass Saltriovenator ein Carnosaurier war. Benson sah Dal Sassos Argumentation als fragwürdig an. Es könnte sich seiner Meinung nach auch um ein Mitglied der Coelophysoidea handeln. Schließlich besitzen auch diese Gabelbeine. Die abgeschlossene Präparation der Funde lassen eine Einordnung in die vierfingrigen Ceratosauria zu. Nach Einschätzung von Simone Maganuco, Paläontologe am Mailänder Museum, war das Tier noch nicht ausgewachsen und lässt neue Schlussfolgerungen über die Entwicklung hin zu den dreifingrigen Theropoden zu.